# Apona
Apona là một chi bướm đêm thuộc họ Eupterotidae.

## Loài
- Apona caschmirensis Kollar, 1844
- Apona frater Rothschild, 1917
- Apona fuliginosa Kishida, 1993
- Apona ligustri Mell, 1929
- Apona mandarina Leech, 1898
- Apona plumosa Moore, 1872
- Apona ronaldi Bethune-Baker, 1927
- Apona shevaroyensis Moore, 1884
- Apona yunnanensis Mell, 1929

## Tình trạng không rõ
- Apona chasiana Swinhoe

## Loài trước đây
- Apona styx Bethune-Baker, 1908